# Cerapteryx hibernicus
Cerapteryx hibernicus är en fjärilsart som beskrevs av Curtis 1833. Cerapteryx hibernicus ingår i släktet Cerapteryx och familjen nattflyn. Inga underarter finns listade i Catalogue of Life.